# Ondřejov (ort i Tjeckien, Vysočina)
Ondřejov är en ort i Tjeckien.   Den ligger i regionen Vysočina, i den centrala delen av landet, 90 km sydost om huvudstaden Prag. Ondřejov ligger 572 meter över havet och antalet invånare är 133.
Terrängen runt Ondřejov är platt. Runt Ondřejov är det ganska tätbefolkat, med 65 invånare per kvadratkilometer. Närmaste större samhälle är Pelhřimov, 5,4 km nordost om Ondřejov. Omgivningarna runt Ondřejov är en mosaik av jordbruksmark och naturlig växtlighet.